# کرک‌پینار (بایبورد)
کرک‌پینار (به ترکی استانبولی: Kırkpınar) (به کردی: Çîpxînîs) یک منطقهٔ مسکونی در ترکیه است که در بایبورد واقع شده‌است. کرک‌پینار ۴۸۲ نفر جمعیت دارد.